# Daucus sahariensis
Daucus sahariensis là một loài thực vật có hoa trong họ Hoa tán. Loài này được Murb. mô tả khoa học đầu tiên năm 1897.